# 네우라다과
네우라다과(Neuradaceae)는 속씨식물과의 하나이다. 3개의 속에 10여 종을 포함하고 있다. 이전에는 장미목으로 분류하였고, 이 경우에 장미과로 분류했지만, 현재는 아욱목으로 분류하고 있다. 이 과는 좀더 연구가 필요하다.

## 하위 속
- Grielum
- 네우라다속 (Neurada)
- 네우라돕시스 (Neuradopsis)